# Caravaca de la Cruz

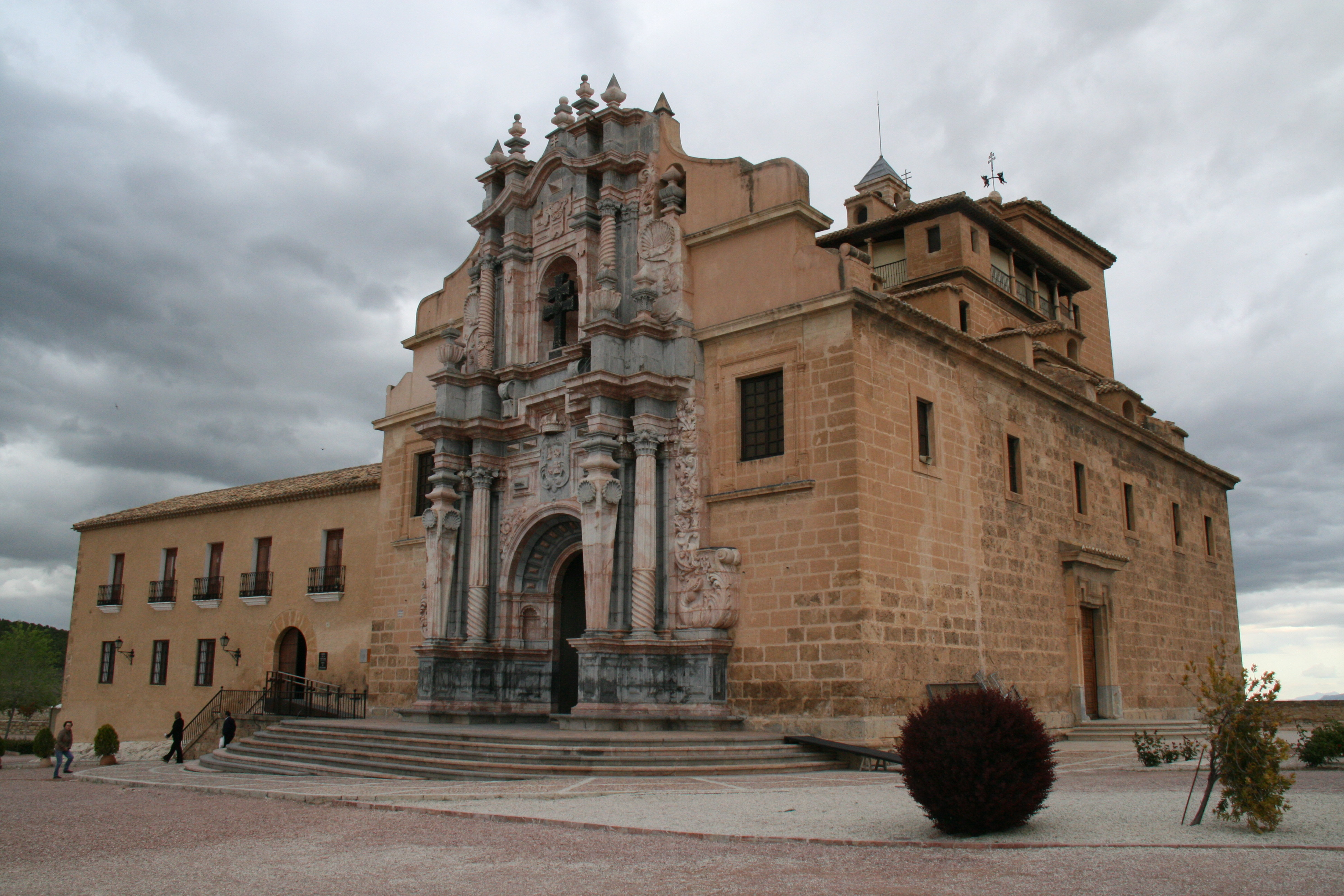
Basílica de la Vera Cruz.

Caravaca de la Cruz (kortform: Caravaca) är en stad och kommun i den autonoma regionen Murcia i sydöstra Spanien. Staden ligger vid floden Argos, cirka 65 kilometer nordväst om Murcia. Kommunen har 25 996 invånare (2024), på en yta av 860,20 km².
Bergen som ligger norr om staden är rika på marmor och järn, varpå stadens industri grundar sig. Fotbollsspelaren Mista är född i staden.

## Kultur och nöjen
Stadsbilden domineras av slottet Santa Cruz från medeltiden, och där finns flera kloster samt en församlingskyrka. I kyrkan förvaras ett kors som av troende anses ha helande egenskaper. Caravaca de la Cruz är därför ett viktigt religiöst centrum för katoliker. Sedan 1998 är staden en av fem heliga platser för kristna, tillsammans med Rom, Jerusalem, Santiago de Compostela och Camaleño.
Staden firar sina viktigaste festivaler i maj för att hedra Jungfru Maria och Vera Cruz. Från 1 till 5 maj firas den populära Caballos del Vino och moros y cristianos, till ära av korset som förvaras i kyrkan.

## Museer
- Museo de la Vera Cruz (Religion)
- Museo de la Fiesta (Stadsfestivalen)
- Museo de Arqueológico Municipal (Arkeologi)
- Museo Etnográfico en Miniatura "Angel Reinón" (Etnologi)
- Museo de Música Étnica (Musik)
- Museo Carrilero (Modern konst)